# Aquenza (cognome)
Aquenza è un cognome di lingua sarda.

## Varianti
Achenza.

## Origine e diffusione
Cognome tipicamente sardo, è presente prevalentemente in Gallura e Sardegna settentrionale.
Potrebbe derivare dal toponimo corso Quenza e avere quindi origine corsa.

## Persone
- Walter Aquenza – fumettista e disegnatore italiano